# Thomaner-Journal
Das Thomaner-Journal ist eine 2008 gegründete Musik-Zeitschrift des Förderkreises Thomanerchor, die als Nachfolgerin des Almanachs bzw. des Thomaner-Almanachs (1994–2000) gilt. Sie wird seit 2013 vierteljährlich (zuvor halbjährlich) durch den Förderkreis Thomanerchor Leipzig e. V. und den Thomanerchor Leipzig herausgegeben. Die Herstellung obliegt dem Musiklabel Rondeau Production. Der Redaktion gehören Stefan Altner, Teres Feiertag, Patrick Grahl, Frank Hallmann, Sascha Hille, Michael Kampf, Uta-Maria Thiele und Roland Weise an. In den Ausgaben werden u. a. Veranstaltungen angekündigt, das „Thomaner-Leben“ dokumentiert, Interviews (u. a. mit Georg Girardet, Christoph Wolff, Ullrich Böhme, Georg Christoph Biller, Albrecht Mayer und Gotthold Schwarz) geführt, Motetten und Kantaten besprochen und „Musiker in Leipzig“ (u. a. Moritz Hauptmann, Erhard Mauersberger, Johann Schelle, Günter Raphael, Günther Ramin, Hans-Joachim Rotzsch, Felix Mendelssohn Bartholdy und Wilhelm Rust) vorgestellt. Für die Vorstellung der Bachkantaten und anderer Werke standen u. a. Herbert Blomstedt, Martin Petzoldt, Christian Führer, Christian Wolff, Max Pommer, Helmut Loos, Hans-Joachim Schulze und Roderich Kreile zur Verfügung. Das Thomaner-Journal wird u. a. in der Elektronischen Zeitschriftenbibliothek und der Virtuellen Fachbibliothek Musikwissenschaft geführt. Außerdem ist es Bestandteil der „Bach-Bibliography“ von Yo Tomita bzw. der Online-Bibliographie des Bach-Archivs.